# Универсальный стыковочный модуль
Не следует путать с «Универсальный модуль»
Универсальный стыковочный модуль (сокр.: УСМ) — отменённый модуль МКС. Вместо него позже был разработан более простой — Узловой модуль «Причал». УСМ разрабатывался «РКК Энергия» для обеспечения стыковки с российским сегментом МКС двух научно-энергетических модулей на этапе завершения строительства сегмента и создания на этом сегменте дополнительных портов, на которые планировалось принимать корабли «Союз ТМА» и «Прогресс М». Автономный полёт был рассчитан на 7 суток, работа в составе МКС — 15 лет.

## История
УСМ впервые разрабатывался в 1993 году в проекте орбитального комплекса «Мир-2». Для стыковки научных и служебных модулей, ферменных конструкций и стыковочных отсеков и обеспечения их функционирования в проекте новой орбитальной станции было предусмотрено целых 3 УСМ. Их проектировали и планировали изготовлять в НПО «Энергия».

## Задачи
- стыковка к осевому узлу и последующая перестыковка на боковые узлы УСМ российских целевых модулей и стыковочного отсека 2, а также связь их интерфейсов со служебным модулем «Звезда»;
- пристыковка транспортных грузовых кораблей и пилотируемых транспортных кораблей к УСМ;
- дозаправка баков СМ или ФГБ через свои магистрали от осевого пассивного стыковочного узла УСМ;
- приём, переработка и распределение электроэнергии от солнечных батарей российского и американского сегментов;
- размещение гиродинов;
- размещение не менее двух базовых точек европейского манипулятора ERA;
- развёртывание бортового комплекса управления российского сегмента МКС на основе бортовой вычислительной системы;
- размещение научно-исследовательского, экспериментального и иного целевого оборудования;
- задействование двигателей УСМ для управления МКС по крену с запиткой от баков служебного модуля.

## Характеристики
При проектировании максимально заимствованы конструктивные и компоновочные решения, разработанные для модулей станции «Мир», а также ФГБ «Заря». Конструкция УСМ состоит из трёх приборно-герметичных отсеков (ПГО-1, −2 и −3) и герметичного адаптера (ГА).
- Длина — 12,579 метров;
- Максимальный диаметр — 4,050 м;
- Масса на старте — 23 500 кг;
- На орбите — 19 340 кг;